# Sofijska sinagoga
Sofijska sinagoga (bolgarsko Софийска синагога, latinizirano: Sofijska sinagoga) je romanska pravoslavna judovska kongregacija in sinagoga v Sofiji v Bolgariji. Sinagoga, dokončana leta 1909, je največja sinagoga v jugovzhodni Evropi, tretja največja v Evropi in ena od dveh aktivnih sinagog, ki sta preostali v Bolgariji.
Kljub velikosti stavbe se bogoslužja običajno udeleži le približno 50 do 60 vernikov zaradi alije - izseljevanja večine bolgarskih Judov v Izrael in sekularnosti lokalnega judovskega prebivalstva.

## Zgodovina
Sofijska sinagoga je ena od dveh bolgarskih delujočih sinagog - poleg Sionske sinagoge v Plovdivu je druga največja na Balkanskem polotoku in četrta največja v Evropi za Veliko sinagogo v Budimpešti, Veliko sinagogo v Plznu in Veliko sinagogo v Odrinu. Zaradi tega je druga največja sefardska sinagoga v Evropi.
Judovsko skupnost (Kehillah) v Sofiji sestavljajo predvsem potomci sefardskih Judov, ki so pobegnili iz Španije po Alhambrskem ediktu leta 1492 in bili pod sultanom Bajazidom II. vključeni v Osmansko cesarstvo.
Prvi Judje so prišli v 4. in 5. stoletju v današnjo Bolgarijo iz Grčije.
V 10. stoletju so se Judje iz Bizanca preselili v Bolgarijo, v 14. stoletju iz Nemčije, v 15. stoletju iz Kastilije in Aragonije. Od 14. do 16. stoletja je prihajalo večje število Judov iz Španije, Nemčije, Madžarske in Francije. V 18. stoletju je zaradi povečane trgovine prišlo več Judov. V Sofiji je bilo več sinagog za različne judovske skupnosti. Okoli leta 1900 je bilo približno 8000 Judov pretežno Sefardov. Prva bolgarska ustava, Trnovska ustava (1879), jim je zagotavljala svobodo in pravno enakost. Poleg nekaterih bogatih Judov je bilo veliko revnih, ki so bili diskriminirani, na primer pri izobraževanju ali lastništvu zemlje.
V nasprotju s sefardskimi Judi so bili Aškenazi običajno na slabšem. Na prelomu stoletja je bila porušena stara četrt v središču Sofije, v kateri so živeli pretežno Judje, Romi in Turki. Različnim etničnim skupinam je bila dodeljena vsakemu svoja stanovanjska območja. Po desetletju brez velikega rabina je sofijska judovska skupnost leta 1901 znova dobila velikega rabina, ki je dve leti kasneje začel s prvimi načrti za sinagogo.
Gradnja velike nove sinagoge je bila del prizadevanj v Lvovu rojenega velikega rabina Marcusa Ehrenpreisa ter voditeljev lokalnih skupnosti Ezre Tadjerja in Abrahama Davichona Levyja za reorganizacijo judovske skupnosti v Bolgariji. Bili so med redkimi bogatimi Judi, ki so ohranili dobre odnose z bolgarskim kraljevim dvorom, s posredovanjem judovskega kiparja Borisa Schatza, ki je delal na dvoru za princa Ferdinanda. Avstrijski arhitekt Friedrich Grünanger (1856–1929), ki je bil odgovoren za projektiranje sinagoge in je ostal v Bolgariji od 1878 do 1905, je bil kraljevi dvorni arhitekt, projektiral pa je že kraljeve rezidence v Sofiji, Razgradu in Šumnu. Bil je najbolj znan arhitekt v Bolgariji tistega časa.
Med osmansko vladavino je pred gradnjo nove sinagoge na mestu današnje sinagoge stala stara sinagoga Ahava in Chesed – hebrejsko za »ljubezen in dobrota« (אהבה וחסד). Ta stara sinagoga je bila zgrajena okoli leta 1826, potem ko je sultan Mahmud II. dovolil nemuslimanskim skupnostim, da zgradijo lastne bogoslužne hiše, vendar pod pogojem, da morajo biti skromno zgrajene in arhitekturno ne smejo tekmovati z mošejami. Že od antičnih časov so sinagoge najraje gradili v središču strnjenih judovskih stanovanjskih območij, saj na soboto, dan počitka, ni dovoljeno delati, upoštevati je treba številne stroge prepovedi dejavnosti in Judom prepovedano prehoditi največ 800 korakov.
Ko se je obdobje bolgarskega preporoda končalo z neodvisnostjo sodobne Bolgarije leta 1878 po rusko-turški vojni, so bile v Sofiji štiri sinagoge. Takrat je bila vsaj tretjina Sofijčanov Judov. Skupno tri sofijske sinagoge so postale žrtve ambicioznih načrtov župana Dimitra Petkova (mandat 1888 do 1893), da preoblikuje mesto Sofija. Ena od teh sinagog, ki danes ni več ohranjena, je bila sinagoga Cahal de Francos (na vogalu Boulevard Maria Luisa in ul. Trapezica), ki je bila porušena leta 1890, ker je ovirala širitev ulice. Sinagoga je imela štiri nosilne stebre, razporejene v pravokotnik Sredi velike dvorane. Na mestu četrte sofijske sinagoge je bila zgrajena nakupovalna dvorana, dohodek od katere je šel judovski skupnosti. Ta dohodek in odškodnina sofijske skupnosti za porušene sinagoge sta judovski skupnosti omogočila financiranje gradnje nove reprezentativne sinagoge.
Zadnja grška sinagoga v Sofiji je bila zaprta leta 1881.
Arhitekt današnje sofijske sinagoge Friedrich Grünanger si je za vzor pri gradnji vzel sinagogo Leopoldstädter Tempel na Dunaju (po drugih virih naj bi bil za vzor Turški tempelj - sefardska sinagoga, prav tako na Dunaju-Leopoldstadt). Te stare sefardske sinagoge na Dunaju so bile kasneje uničene med novembrskimi pogromi leta 1938.
Prve priprave na gradnjo sinagoge so se začele leta 1903, potem ko je judovsko skupnost v Sofiji reorganiziral novi, zelo aktivni veliki rabin Marcus Ehrenpreis po francoskem modelu Consistoire central Israélite. Leta 1903 je judovska skupnost v Sofiji štela 10.000 ljudi. Vendar so se dejanska gradbena dela začela šele 13. novembra 1905. Sofijska sinagoga je bila slovesno odprta 9. septembra 1909. Gostje na inavguracijski slovesnosti so bili bolgarski kralj Ferdinand I. in njegova druga žena Eleonore Reuß zu Köstritz, predsednik vlade Aleksandar Malinov ter ministri, visoki častniki in visoka duhovščina Bolgarske pravoslavne cerkve.
Stroški izgradnje sinagoge so znašali 438.000 zlatih levov.
Od odprtja sinagoge je postala tudi sedež glavnega rabina Sofije in glavnega rabina Bolgarije. V sinagogi ima svoj sedež tudi rabinsko sodišče (Beth Din). Sinagoga je vedno delovala od svoje slovesne otvoritve leta 1909. Samo v letih 1943 in 1944, ko je bila večina sofijskih Judov poslana na podeželje, ni bilo nobenih služb. Sinagoga od nacistov ni utrpela posebne škode. Vendar pa je bila med bombardiranjem Sofije (1944) večkrat prizadeta in poškodovana, delno uničena galerija, nekaj stebrov in kupola. Zgorel je tudi velik del dragocenega fonda judovske knjižnice.
Po vojni je večina bolgarskih Judov emigrirala v Izrael.
Uradno ateistična vlada Ljudske republike Bolgarije je sinagogi v Sofiji in Samokovu zapustila kot nacionalna kulturna spomenika.
Preostala judovska skupnost si ni mogla privoščiti popravila in popolne obnove sinagoge, zato so bila po letu 1945 do političnih sprememb v Bolgariji leta 1989 izvedena le manjša popravila. Popravilo škode na sinagogi, ki jo je povzročil potres leta 1977, je plačala bolgarska država. Šele leta 1989 se je oživljajoča judovska skupnost, čeprav še zelo majhna, lotila obsežne obnove sinagoge, ki zaradi konstrukcijskega stanja praktično ni bila več uporabna kot sinagoga. Obnovo so financirali z donacijami, vključno z mednarodno pomočjo bolgarskih judovskih emigrantov iz Haife. Po načrtih bolgarske vlade naj bi veliko dvorano sinagoge preuredili v koncertno dvorano. Gradbena dela so se začela leta 1970 in se vlekla brez dokončanja vse do leta 1989, kolikor časa so bili odri v veliki hali. Po eni strani bolgarski komunisti sinagoge uradno niso zaprli, a tudi ni delovala. Leta 1980 je bila sinagoga uradno zaprta. Drugo fazo obnove sinagoge leta 2008, po 100. obletnici obstoja leta 2005, je plačala bolgarska država - dobrih 700.000 levov.
Sinagoga je bila uradno ponovno posvečena leta 1996 v prisotnosti izraelske delegacije, ki jo je vodil predsednik kneseta Dan Tikhon. Vendar so se obnovitvena dela nadaljevala še desetletje. Od leta 1992 je v sinagogi Judovski zgodovinski muzej Organizacije Judov v Bolgariji »Shalom«, ki obravnava judovsko skupnost v Bolgariji, zgodovino njihove naselitve, vsakdanje življenje Judov, holokavst in reševanje bolgarskih Judov. Muzej obstaja od leta 1992 in je v nekem smislu nadaljevanje stalne razstave o »Reševanju bolgarskih Judov« (1941–1942).
V (krščanski) pravoslavni cerkvi se bogoslužni prostori imenujejo templji (grško naos). Vendar pa sinagoga ni tempelj za Jude, saj je do leta 70 našega štetja judovstvo poznalo le en sam tempelj, Jeruzalemski tempelj (Salomonov tempelj), od katerega je danes ostal le Zid objokovanja, od helenističnega obdobja pa sinagoga. Sinagoga je kraj, kjer se verujoči Judje zbirajo na vsak sveti dan, soboto. Ne opravljajo bogoslužja v strogem smislu, to se lahko izvaja samo v Salomonovem templju. Zbrani Judje opravljajo svoje obrede, molijo in poslušajo pridigo.
Šele od reformatorskega gibanja (reformskega judovstva) v 19. stoletju se sinagoga ponovno imenuje tempelj.

## Arhitektura
Eden od arhitekturnih spomenikov Sofije, sinagoga, ki stoji v samem središču mesta v bližini osrednje tržnice, lahko sprejme približno 1300 vernikov. Glavni lestenec sofijske sinagoge tehta 1,7 tone in je največji v državi.
Arhitekturni slog sinagoge je mešanica različnih stilov, kar je bilo pogosto zaslediti v začetku 20. stoletja. V bistvu gre za mešanico orientalizirajoče arhitekture (mavrskega in bizantinskega preporoda) z elementi dunajske secesije in na fasadi beneške arhitekture. V Bolgariji se govori tudi o »bolgarski nacionalni romantiki«.
Zunanje stene sinagoge so okrašene s cvetličnimi in geometrijskimi motivi. Osmerokotna glavna dvorana s štirimi konhami ima premer 20 m in je visoka 31 m. Na vrhu je zaprta s kupolo. Velika osrednja kupola na strehi sinagoge je visoka 33 m, poleg glavne kupole pa jo sestavljajo še štiri manjše kupole, ki so na vogalih kvadratne stavbe. Poleg tega so tri od štirih zunanjih strani okrašene s po dvema stolpičema. Zahodno obrnjeno zunanjost z vhodom krasi še ena manjša kupola. Na vrhovih kupol in stolpičev (skupno 12) je Davidova zvezda. Vse Davidove zvezde so obrnjene proti vzhodu, proti Jeruzalemu.
Notranjost sinagoge je bogato okrašena s stebri iz carrarskega marmorja, večbarvnimi beneškimi mozaiki in okrasnimi lesenimi rezbarijami. Medeninasti lestenec v molitveni dvorani je največji v Bolgariji, tehta 1700 kg (po drugih podatkih 2200 kg) in visi na višini 19 m. Izdelan je bil na Dunaju, tako kot mnoga druga oprema v sinagogi. Lestenec ima 65 svetilk, 440 kosov barvnega stekla in 500 Davidovih zvezd.
Strop je okrašen s prikazom neba - veliko zvezd na modrem ozadju. Skupna površina objekta je 659 m². Stavba ima dve etaži in kripto. Velika in mala molitvena dvorana ter pisarne so v prvem nadstropju. Sejna soba, muzej in knjižnica so v drugem nadstropju. Knjižnica hrani dragoceno zbirko srednjeveških judovskih knjig. Trenutno v kripti gradijo nov muzej. Na dvorišču so umivalnice in manjša kopalnica za obredna kopanja. Oltar je iz belega marmorja, delo italijanskih mojstrov.
Sinagoga lahko sprejme več kot 1300 ljudi v svoji veliki molitveni dvorani, namenjeni moškim, in na balkonih, kjer molijo ženske. Po drugih podatkih lahko sinagoga sprejme 1000 obiskovalcev. In spet po drugih podatkih ima v veliki molilnici in na balkonih skupno 1170 sedežev. Kljub velikosti stavbe pa se bogoslužja običajno udeleži le 50 do 60 moških, saj je v Bolgariji vse manj verujočih Judov zaradi (alije) - izseljevanja večine bolgarskih Judov v Izrael in sekularizacije. Vendar ob praznikih sinagogo obišče na stotine ljudi, vključno z visokimi uradnimi obiskovalci, ki niso Judje.
Ko je bila dokončana leta 1909, je sinagoga že imela svoj ogrevalni sistem in podzemni kanal do Vladajske reke, pritoka reke Iskar.
Od 8. maja 1992 je v sofijski sinagogi tudi Judovski zgodovinski muzej, ki vključuje razstave o judovskih skupnostih v Bolgariji, holokavstu in reševanju Judov v Bolgariji. Deluje tudi trgovina s spominki.